# Batalla de Kock
La batalla de Kock fue la última batalla de la campaña de Polonia al comienzo de la Segunda Guerra Mundial. Tuvo lugar entre el 2 y el 5 de octubre de 1939, cerca de la localidad de Kock, Polonia.
En la batalla se enfrentaron el Grupo Operativo Independiente Polesie, del ejército polaco, comandado por el general Franciszek Kleeberg, contra el XIV Cuerpo Motorizado del ejército alemán, dirigido por el general Gustav von Wietersheim.

## Preliminares y plan de batalla
El plan de batalla polaco tuvo problemas de organización debido a la falta de oficiales en sus filas. La Wehrmacht había destruido la reserva del ejército polaco, obligándola a retirarse. Habiendo sufrido un alto número de bajas, los ejércitos polacos se retiraron hacia Cracovia y al río Vístula. Desde allí, siguieron la ruta de Varsovia a Sandomierz. Desde Sandomierz, pudieron pasar a la zona de Lublin.
La orilla oriental del Vístula estaba defendida por el débil ejército de Lublin. Las fuerzas polacas acamparon en zonas donde podrían cruzar el río con facilidad en caso de ser atacadas. Parte de las fuerzas alemanas avanzaron hacia el Vístula y continuaron en dirección a Zamość y Wlodzimierz Wolynksi. El ejército polaco sufrió graves pérdidas en Cracovia y la Pequeña Polonia (Małopolska), y no consiguió llegar al río San. Por lo tanto, no estaba en condiciones de organizar una defensa adecuada. El mariscal de campo Rydz Śmigły fue puesto al mando de la organización de la defensa del sur de Polonia, mientras que el general Franciszek Kleeberg, al mando del ejército de la zona IX Brześć, dirigiría la defensa de la línea Pinsk-Brześć.

### Organización
El 8 de septiembre, el general Kleeberg recibió la orden del mariscal Śmigły de organizar una división de infantería a partir de una división de entrenamiento. También se le ordenó organizar una línea defensiva desde Brześć a Pinsk. Aunque sus soldados estaban bien entrenados, carecían de armas y equipo pesados, que habían sido enviados a las divisiones de la primera línea.
| Unidad                       | Comandante                            | Composición |
| ---------------------------- | ------------------------------------- | --- |
| 60ª División de Infantería   | Coronel Adam Epler                    | Siete batallones de infantería, una unidad de artillería y una batería anticarro.                                                        |
| Grupo Drohiczyn Poleski      | Teniente coronel Kazimierz Gorzkowski | Tres batallones de infantería y una unidad antitanque.                                                                                   |
| Grupo Jasiołda               |                                       | Un batallón de infantería, un batallón de ametralladoras, una compañía antitanque y un batallón de trabajo (desarmado).                  |
| Grupo de la Fortaleza Brześć | General Konstanty Plisowski           | Tres batallones de infantería, un batallón de ingenieros, dos compañías de blindados FT-17, dos trenes armados y un grupo de artillería. |
| Flotilla fluvial Rzeczna     |                                       | Varias docenas de lanchas motoras, monitores y barcos artillados                                                                         |
| Ocho baterías antiaéreas     |                                       | |

## Batalla de Brześć y Kobryń
Después de romper las líneas polacas en la batalla de Wizna, el XIX Cuerpo Pánzer alemán, al mando de Heinz Guderian, comenzó su rápido avance hacia el sur. El cuerpo, integrado por la 3.ª División Panzer, la 10.ª División Panzer, la 20.ª División de Infantería Motorizada y la 2.ª División Motorizada de reserva, recibió la orden de capturar la antigua fortaleza en Brześć Litewski y atacar hacia el sur, en dirección a Kowel y Galitzia. El objetivo de este ataque era dividir Polonia en dos y detener la organización de la defensa al este del río Bug.
Inicialmente, las fuerzas de Guderian avanzaron casi sin oposición. Sin embargo, el 14 de septiembre, fueron detenidas en la zona de la fortaleza Brześć y Kobryń por una fuerza de cuatro batallones improvisada por el general Konstanty Plisowski. La batalla, que llegó a conocerse como la batalla de Brest Litovsk, duró tres días y ambos bandos sufrieron importantes bajas. Aunque los polacos finalmente se retiraron de la zona el 17 de septiembre, los alemanes no comenzaron su persecución lo suficientemente pronto como para aniquilar a los polacos en su retirada. El ataque simultáneo a Kobryń no fue concluyente, y la improvisada División de Infantería Kobryń del coronel Adam Epler se retiró sin oposición.
A las unidades procedentes de Kobryń y de Brześć se les unió la Brigada de Caballería Podlaska. La unidad, al mando del general Ludwik Kmicic-Skrzyński, había evitado ser cercada, retirándose a través del bosque de Białowieża. El general Kmicic-Skrzyński, con su jefe de estado mayor Julian Szychiewicz, se dirigió a Wołkowysk donde pudo establecer contacto telefónico con el general Franciszek Kleeberg. Los dos acordaron unir fuerzas y avanzar en dirección sur, hacia la cabeza de puente rumana.
El 18 de septiembre, el 16º Regimiento de Infantería Motorizado alemán, con apoyo de artillería y la Luftwaffe, comenzó a atacar las posiciones del 83º Regimiento de Infantería polaco, capturando algunas de sus posiciones. El contraataque polaco consiguió recuperar parte del terreno perdido. Kleeberg comenzó a retirar sus fuerzas hacia Rumanía y Hungría. En los dos días siguientes se ordenó a las tropas polacas concentrarse al norte de Kowel. Durante la marcha, parte del Grupo Polesie fue atacado por quintacolumnistas y la aviación enemiga. Los grupos aislados de soldados polacos lograron reunirse a la formación.
Después de una batalla contra las fuerzas del Ejército Rojo, Kleeberg decidió el 22 de septiembre marchar en ayuda de Varsovia. Su primer plan se basaba en la toma de lugares por los que se pudiera cruzar el río Bug, concentrando sus fuerzas en una zona cercana a Włodawa. Entre el 22 y 25 de septiembre, elementos del Grupo Polesie fueron atacados por la aviación alemana en su marcha a Włodawa. El 25 de septiembre, el general Kleeberg recibe informes de que Włodawa había sido tomada por una formación polaca. Esta formación había sido organizada por el coronel Brzoza-Brzezina a partir de los restos de las unidades polacas destruidas por los alemanes. Sus fuerzas consistían en cinco batallones de infantería, dos baterías de cañones de 75 mm, un tabor, un hospital de campaña, un escuadrón de exploradores, un avión PSW y dos RWD-8. Con estas fuerzas se empezó a organizar la defensa de la cabeza de playa de Włodawa.
Mientras tanto, entre el 17 y 26 de septiembre, formaciones del Grupo Polesie cruzaron el río Bug y entraron en una zona cercana a Włodawa. Tras recibir información sobre la capitulación de Varsovia, el General Kleeberg pidió a sus comandantes su opinión al respecto. También pidió al General Podhorski, comandante de la división de caballería "Zaza" (compuesta por dos brigadas de caballería, "Plis" y "Edward", dos batallones de infantería, "Olek" y "Wilk", y una división de artillería), que se unieran a sus fuerzas. Podhorski estuvo de acuerdo, después decidió que en primera instancia iría a Stawy cerca de Deblin, la ubicación del arsenal principal del ejército polaco y, a continuación, iría a las montañas Santa Cruz a entablar guerra de guerrillas.

### Reorganización del grupo independiente de Polesia
Kleeberg decidió reorganizar su grupo. La división Kobryń obtendría poco en gente y suministros de armas y sería renombrada como 60ª División de Infantería. Los grupos de "Brzoza" y "Drohiczyn" se unieron bajo el mando del coronel Brzoza-Brzezina que organizaría la 50ª División de Infantería con tres regimientos de infantería y una división de artillería.
El general Klebeerg tenía bajo su mando unos 18.000 soldados. La 60ª División de Infantería estaba comandada por el coronel Adam Epler, con tres regimientos de infantería, una división de artillería, una compañía motorizada de artillería anticarro de 37 mm, y siete formaciones independientes. La 50ª División de Infantería, al mando del coronel comandante de Ottokar Brzoza-Brzezina, las fuerzas y tres regimientos de infantería, la división de artillería.
El 28 de septiembre las divisiones de Polonia empezaron a marchar al sur de la línea Parczew-Wojcieszków. La división de caballería "Zaza" tenía que garantizar esta marcha. Un regimiento de Ulanos de la brigada de caballería "Edward" cruzó con éxito el río Wieprz y tomó Spiczyn, otro regimiento de caballería de la división "Zaza" capturó, después de algunos combates, Jawidz y Wymysłów. Los alemanes sufrieron grandes pérdidas.
29 de septiembre Lucha entre la División Zaza y contra alemanes cerca Spiczyn. Por la tarde se rompió la división de contacto con los alemanes y se dirigió al bosque cercano a Czeremniki. Alemán con la formación de infantería apoyados por dos tanques atacaron sin éxito 1.er Batallón 182.º Regimiento de Infantería de parte de 60ª División de Infantería.
El 30 de septiembre las fuerzas polacas se encuentran entre los ríos Tyśmienica y Wieprz.
El 1.º de octubre de Fuerzas Independientes grupo Polesie reiterada pasar Świderki colonia Bystrzyca, Wola Osowińska, Bełcząc, colonia Ostrówek.
La División de caballería zazaki se instaló en los bosques cerca del río Tyśmianka. Un escuadrón del 2.º Regimiento de Uhlans que defendió alemán destruido cerca de la carretera de patrulla de scouts. Comando de Regimiento 5 de Uhlans, batallones de infantería "Olek" y "Wilk" alemanes atacaron en formación en Kock y capturaron la ciudad.

## Batalla de Kock

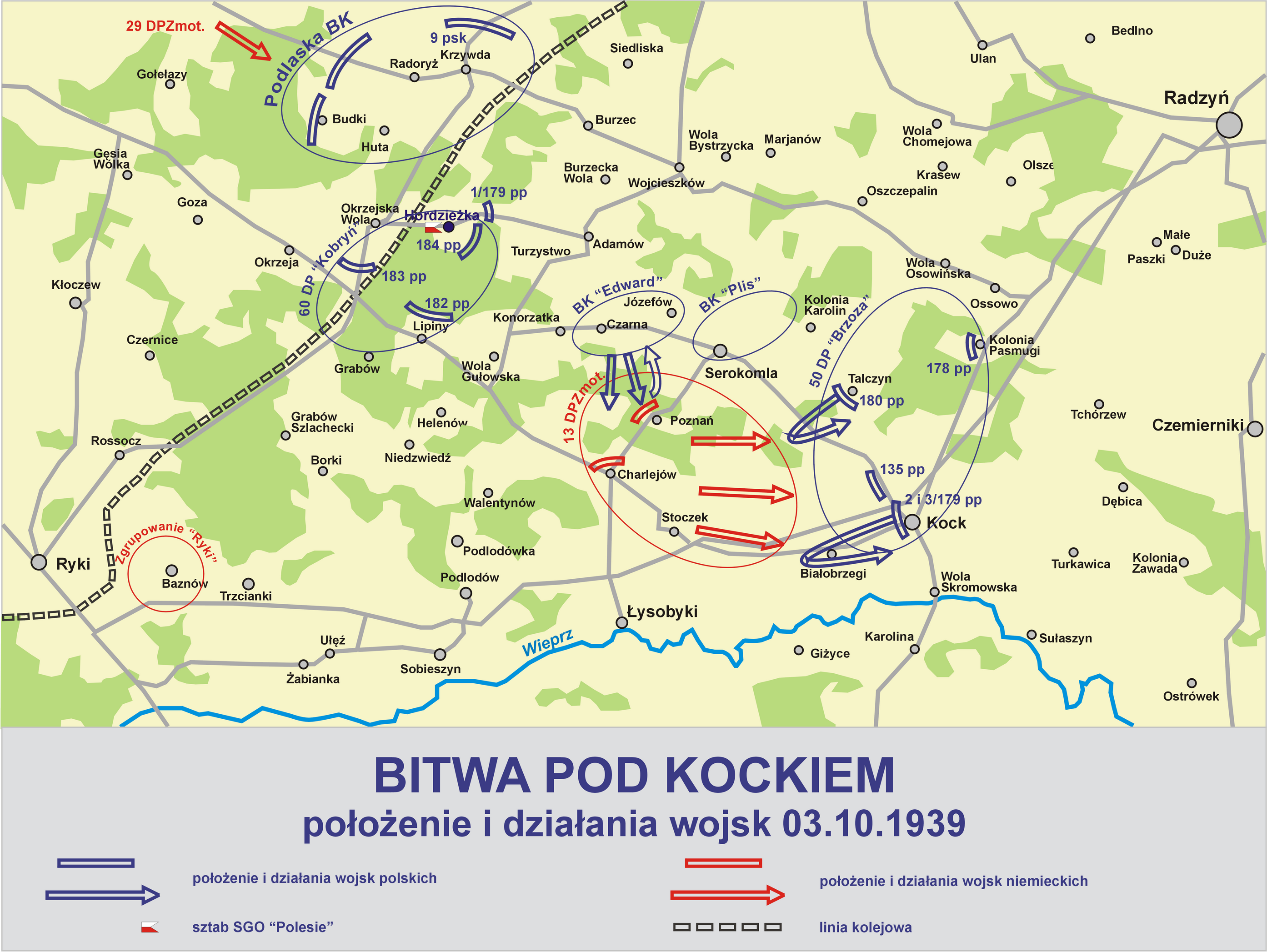
Situación de la batalla el día 2 de octubre.

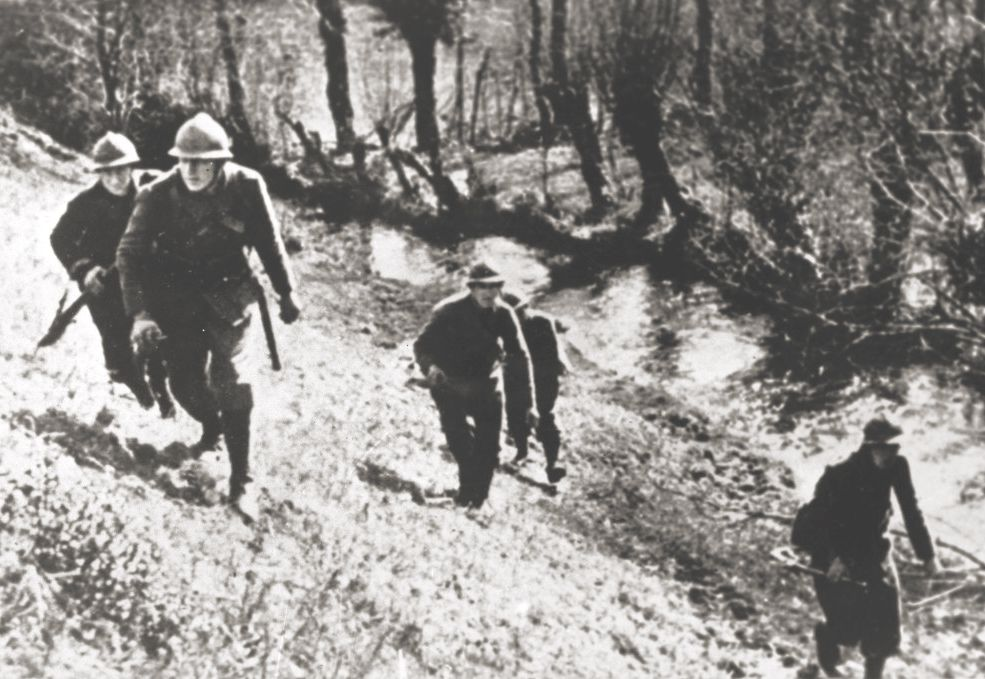
Batalla de Kock

El 30 de septiembre, el personal del X Ejército alemán recibió la orden de destruir una gran fuerza polaca estacionada entre los ríos Bug y Vístula, al noroeste de Kock. El comandante del X Ejército, Walther von Reichenau, ordenó esta tarea al comandante del XIV Cuerpo Motorizado, compuesto por la 29ª y 13ª divisiones de Infantería Motorizada y algunas formaciones independientes. Cada división motorizada alemana tenía en teoría una fuerza de 16445 soldados, 2676 camiones y vehículos de mando, 1944 motocicletas y 18 vehículos blindados.

### 2 de octubre
El comandante alemán de la XIV Cuerpo sabía que las fuerzas polacas estaban situadas en los bosques al noroeste de la ciudad de Kock. Pensaba que el comandante de las fuerzas polacas no sabía acerca de la capitulación de Varsovia. En opinión del comandante de la 13 ª División de Infantería Motorizada, General Otto Pablo, las fuerzas polacas estaban tan desmoralizadas que eran incapaces de combatir, y que una unidad de un batallón alemán sería suficiente para desarmar a los polacos y capturarlos como prisioneros de guerra.
Otto envió una fuerza formada por el 3º Batallón, 93 Regimiento de Infantería Motorizada apoyada por 8 de la batería del 13 Regimiento de Artillería de la Luz. El comandante del batallón decidió dividir sus fuerzas en dos grupos, que fueron enviados a Serokomla y Kock. Él pudo contar con la ayuda de 93o Regimiento de Infantería Motorizada con algunas fuerzas de apoyo que le siguieron.

### Kock
A las 8:30 de la mañana, una columna de semiorugas y camiones de infantería fue detenida por disparos de un pelotón de guardia de la 2ª compañía del batallón Wilk. Después de una larga lucha, las tropas alemanas se retiran. El 179º Regimiento de Infantería polaco fue alertado y se trasladó a una posición defensiva cerca de Kock y en la ciudad. Aproximadamente a las 11:00, elementos de la vanguardia alemana atacaron las posiciones polacas, ocupadas ahora por dos batallones. A pesar del apoyo del fuego de artillería el ataque fracasó.
Al atardecer aparecieron motociclistas alemanes cerca de la iglesia en Kock y comenzaron a disparar, pero posteriormente se retiraron en virtud del fuego de respuesta.

### Serokomla
Una compañía de infantería motorizada penetró en la aldea de Serokomla. Esto dio lugar al comienzo de una caótica lucha entre los alemanes y ulanos polacos, de la Brigada de Caballería "Plis" (comandante coronel Plisowski), apoyados por un equipo de artillería de su propia brigada. Los alemanes se vieron obligados a retirarse al sur de Serokomla (ver 3 de octubre).

### Bajas
300-400 alemanes fueron muertos o heridos. 5 oficiales, 180 suboficiales y soldados fueron capturados por los polacos. La Brigada de Caballería "Plis" perdió alrededor de 200 soldados que fueron muertos o heridos.

### 3 de octubre
La dura resistencia polaca General Otto obligado a utilizar todas sus fuerzas para un asalto que iba a dividir las fuerzas polacas en dos partes y destruirlas. Él decidió que 33o Regimiento de Infantería Motorizado apoyó con una parte de la división de artillería de ataque a Annopol, Pieńki y Talczyn. Este grupo se encargó de destruir polaco 50 División de Infantería. 93o Regimiento de Infantería Motorizado se ordenó capturar Serokomla entonces Hordzież y destruir una formación defensiva de la división de caballería "Zaza". 66.º Regimiento de Infantería Motorizado entró en el campo de batalla de la tarde.
General Kleeberg pensamiento principal avance alemán que iba a seguir de la posición de la división de la caballería "Zaza", en Serokomla Hordzież. Decidió que parte de la caballería que evitar el ataque alemán. El resto se sumará un contraataque junto 50a División de Infantería en el ala derecha y parte trasera de la 13 ª División de Infantería Motorizada alemán. 60a División de Infantería y la Brigada de Caballería "Podlaquia 'brigada cerrar posibles vías de ataque alemán. Si contraataque que termine con éxito la división alemana se vería obligada a retirarse detrás de río Wieprz.
7:50-9:30 ataque por dos regimientos de la 50.ª División de Infantería (180.ª y 178.ª menos su 2º batallón) atacaron el fuego con el apoyo de una batería de obuses. El ataque fue bajo el mando del teniente coronel Gorzkowski en alemán formaciones. Después de cierto éxito polaco contraataque detuvo. Todos los grupos de polaco 50a División de Infantería se vieron obligados a la defensiva. El ataque de la caballería de Ulanos se detuvo y se vieron obligados a retirarse en el oeste de Wola Gułowska.
10:30 comienza el fuego de artillería alemán sobre la posición de la caballería polaca. El 93o Regimiento de Infantería Motorizada comenzado en posición de ataque batallón "Wilk", causando grandes pérdidas. El 33o Regimiento de Infantería comenzó un ataque progresivo sobre la posición de la 50ª División de Infantería.
Después de intensos combates, el avance alemán se detuvo. Otto decidió apoyar al 33.er Regimiento de Infantería Motorizado con el 2º Batallón del 66º Regimiento de Infantería Motorizado. Los alemanes capturaron Wola Gułowska, pero en la noche se vieron obligados a retirarse de la parte oriental de la zona.

## 4 de octubre
Debido a que la 13 ª División de Infantería Motorizado no habían tenido éxito, el comandante de la XIV Corp. se vio obligada a usar la 29 División de Infantería Motorizado. General Otto 93rdInfantry Regimiento ordenó el pasar del río al Wieprz Deblin. El 66 Regimiento de Infantería Motorizado de ataque Adamów i Wola Gułowska, y el 33 Regimiento de Infantería de limpiar la zona al norte de Kock.
El General Kleberg sospecha que el principal ataque combinado de la 13 ª División Motorizada y la División de 29ª Motorised sería en Adamów y Krzywda. Él pensaba que había una oportunidad de destruir la División 13thMotorised como ya habían sostenido con gran número de víctimas militares y la pérdida de material. La división de caballería "Zaza" 50thInfantry y División de defender las posiciones y la División de 60thInfantry ataque de la 13 ª División Motorizada. La Brigada de Caballería Podlaska se opondrían a la 29ª División de Infantería Motorizada.
Por la mañana, los principales elementos de la 13ª División atacaron la división de caballería y el Zaza 50º Infantry división. 12:00 Por parte del 66º Regimiento Infantería capturado Zakępie y avanzados sobre Adamów donde fueron detenidos por 1 ª Batallón del 180º Regimiento de Infantería.
Alrededor de 11 horas, en primer lugar desde el oeste y el este, las fuerzas de la 66 ª Regimiento de los batallones atacaron Olek Wilk y la defensa de Czarna. Los defensores de fuertes bajas sostenido fuego de artillería y Wilk se vio obligado a retirarse a la orilla este de la Adamów Olek forestal que, después de la primera retirada de Adamów después desplegados en Gułów. Entre las 10:00 y las 11:00 de formaciones 66.º Regimiento de la caballería atacó desde el 5 º Regimiento Uhlans que luego se retiró de Wola Gułowska al sur y al este Adamów.
12:00 Sobre la 66ºthen atacaron la 2º Escuadrón del Regimiento 2ndUhlans en Zarzecze que también se retiró con fuertes bajas. El comandante del regimiento de la 4thSquadron trasladó al sur de Helenowka para tratar de ayudar a la 2 ª, mientras que el Escuadrón 3rdSquadron celebrada el enemigo al oeste de Wola Gułowska. Luego, el 3 º y 4 º Invasión con elementos de la 10 ª Uhlans Regimiento luchó cerca del cementerio de la aldea de Turzyca B y la iglesia en Wola Gułowska. Tierra se perdió y recuperó varias veces hasta que un ataque del 2º Batallón 184thInfantry Regimiento y el Ulanos Escuadrón permitido al polaco a cavar pulg

## 5 de octubre

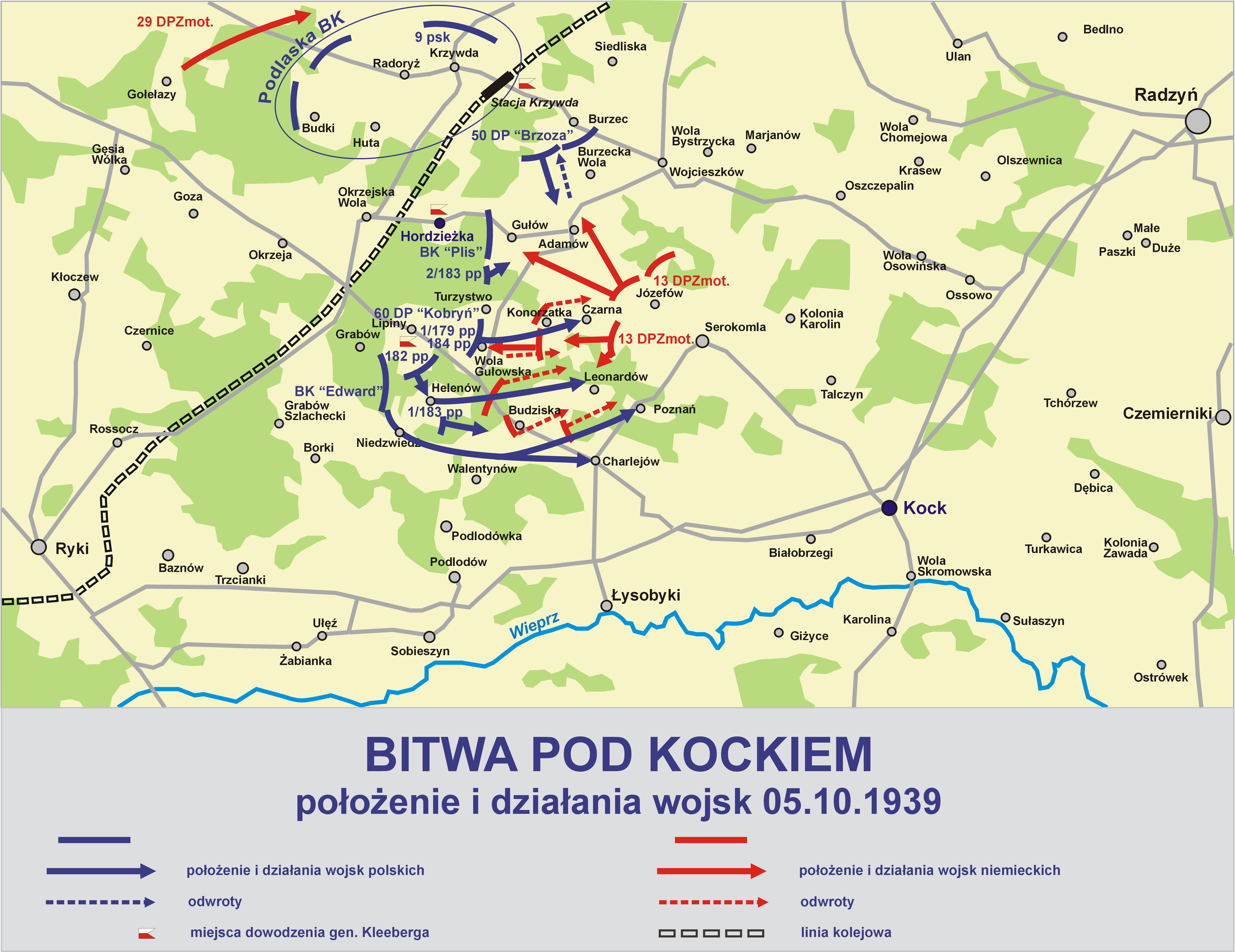
Situación de la batalla el día 5 de octubre.

El comandante del XIV Cuerpo Motorizado decidió que iba a usar dos de sus divisiones. Se trataría de rodear y destruir las fuerzas polacas. La 13ª División Motorizada avanzó hacia Bystrzyca y Adamów, y después a Wróblina y Stanin; la 29ª División Motorizada avanzó a Radyryż Kościelny y Wróblina, donde se reunieron con las tropas de la 13ª División.
El General Kleeberg decidió destruir 13ª División de Infantería Motorizada con las fuerzas de la 50ª y 60ª divisiones de infantería y la división de caballería "Zaza". La Brigada de Caballería Podlaska defendió la posición en Radoryż Kościelny y Wróblina.

## La lucha en Wojcieszków, Adamów y Gułów
5:30 de Artillería de la 13 ª División comenzó a disparar sobre la posición del 180o Regimiento de Infantería de batallón en batallón y Adamów "Olek" en Gułów grange.
8:00 A partir de antes de la 66 ª Regimiento de Infantería.
10:00 Después de una breve lucha, los alemanes capturados Adamów, y luego atacaron la posición polaca sobre la colina de 170 y Gułów, capturado después de que la lucha contra pesados. El 66 Regimiento de Infantería Motorizado tuvo grandes pérdidas. Luego tomó posición en el extremo oriental de la selva en Adamów. General Podhorski envió a la brigada de caballería "Plis", que tuvo que apoyar la lucha contra el polaco formaciones. La brigada tuvo que tomar posición en el extremo oriental de la selva en Adamów. Después del contacto con la brigada del enemigo, comenzaron un ataque contra los alemanes "en el bosque. Ellos capturaron el bosque y, a continuación, porque no podían pasar, que establecieron posiciones defensivas allí.
Después de la captura de Adamów y grange Gułów por el 66 Regimiento de Infantería, el 33 Regimiento de Infantería Motorizado comenzó a avanzar, y capturaron Wojcieszkowoe y GLINNE. Polaco formación 178o regimiento de infantería se retira. El comandante del 178o Regimiento de Infantería de la fuerza para ordenó su recaptura y Wojcieszkowo GLINNE. Polaco batallones y vueltos a ellos, pero se retiraron después de tener grandes pérdidas. El avance de la 180o Regimiento de Infantería de Adamów fracasado. Coronel Brzoza-Brzezina envió para luchar contra el 178 regimiento de infantería bajo el mando de ensing diciembre anticipada de regimiento polaco se reunió con el avance alemán. Polaco batallones II y II tuvo fuertes pérdidas y se retiraron a Burzec. A partir del 1 de batallón de antemano la empresa tomó una parte de zapadores.
Mientras tanto, un ataque por el 184a regimiento de infantería polaco, con el apoyo de un batallón del 179o Regimiento de Infantería, y vueltos a la iglesia y cementerio de Wola Gułowska. Un anticipo de la 182.º regimiento de infantería con la ayuda de tres obuses de 100 mm se rompió la defensa alemana en Helenów.
16:00 último avance alemán de Adamów en las posiciones 10 uhlans regimiento forestal en Krzywda 182 regimiento en regimiento Helenów y 184 en Gułowska Wola. 10 uhlans regimiento después de dura lucha se retiraron a los bosques. La mayoría de las fuerzas de la división Brzoza defendió con éxito su posición en Burzec. 182 regimiento de infantería mantuvo su posición. 184 regimiento tiene que retirar porque no había una falta de munición de artillería.
Durante este tiempo dos principales avances polacos tuvieron lugar: II batallón del 183 regimiento de infantería con apoyo de artillería comenzó bayonette un asalto a los alemanes que atacaron el ala sur de la caballería Brigada Plis.
El asalto sucedió y los alemanes comenzaron a huir, siendo perseguidos por la infantería y la caballería. La parte trasera del ala sur de la 13.ª división motorizada fue atacada por la brigada de Caballería "Eduardo", que capturó el Poznań pueblo alemán con una batería de artillería que tuvo que ser destruido, pero la caballería se vieron obligadas a retirarse bajo el fuego de artillería alemana de otro batería. Formaciones, de 13 de la división motorizada comenzó la retirada. Ataque de 29 de la división motorizada de la posición de la Brigada de Caballería Podlaska y posterior formación de la división Brzoza.
Durante el 5 de octubre, las posiciones de la Brigada de Caballería Podlaska fueron atacadas por la 29 División de Infantería motorizada. Después de la defensa en virtud de Radoryż formaciones Podlaska Brigada de Caballería y posterior formación de la división sur Brzoza retiró del lugar Krzywda.